# A Darker Shade of Magic
A Darker Shade of Magic é um romance de fantasia para adultos do autor americano V.E. Schwab publicado pela Tor Books em 2015. É a primeira parte da trilogia Shades of Magic.

## Resumo e enredo
Como um jovem mago Antari, Kell é um dos últimos magos com a rara habilidade de viajar entre as quatro Londres paralelas, que ele chama de Vermelha, Cinza, Branca e Negra.
Kell serve oficialmente à família real de Red London, o The Maresh Empire, como embaixador, viajando entre mundos para entregar mensagens, cartas importantes e outras notícias. No entanto, Kell tem uma vida secreta como contrabandista, atendendo pessoas dispostas a pagar até mesmo pelos menores vislumbres de magia. É um passatempo arriscado com consequências perigosas.
Depois que um trabalho de contrabando dá errado, Kell foge para a Londres Cinza, onde encontra Delilah Bard (conhecida como Lila), uma jovem ladra em busca de um pouco de aventura e uma chance de algo mais. Lila primeiro salva Kell, depois o captura e o convence a ir com ele. Em um mundo com magia, é claro que é inevitável que as coisas dêem terrivelmente errado ao longo do caminho.

## Recepção
O The Guardian chamou A Darker Shade of Magic de "uma leitura envolvente e aventureira que lembra as fantasias mais entusiasmadas de Tim Powers". Recebeu uma crítica estrelada da Publishers Weekly.

## Adaptação cinematográfica
Em 3 de fevereiro de 2016, foi anunciado que a produtora de Gerard Butler, G-BASE, adquiriu os direitos para adaptar o livro como uma série de TV limitada.
No entanto, um ano depois, em 24 de fevereiro de 2017, foi relatado que um filme seria produzido em seu lugar, e que a Sony Pictures ganhou os direitos do filme, derrotando a Fox 2000, a eOne e a Lionsgate. Com a mudança de formato, Schwab se tornou um dos produtores do filme ao lado de Robinson, Alan Siegel e Neal Moritz. Toby Ascher da Original Productions é o produtor executivo, e o executivo Matthew Milam e Sanford Panitch, o presidente da Sony Pictures, estão escalados para supervisionar a produção.
Em 3 de outubro de 2019, o roteirista do filme foi anunciado: Derek Kolstad, o criador da franquia John Wick.

## Sequências
A segunda parcela da série Shades of Magic, intitulada A Gathering of Shadows, foi lançada em 23 de fevereiro de 2016. O terceiro livro da série, A Conjuring of Light, foi lançado em 21 de fevereiro de 2017.